# Jerlev (plaats)
Jerlev is een plaats in de Deense regio Zuid-Denemarken, gemeente Vejle. De plaats telt 661 inwoners (2008).